# Пам'ятна медаль «За народну оборону Тіроля в 1866 р.»
Пам'ятна медаль «За народну оборону Тіроля в 1866 р.» (нім. Denkmünze an die Tiroler Landesverteidigung vom Jahre 1866) ― нагорода Австрійської імперії, заснована 17 вересня 1866 р. імператором Францом Йосифом І.

## Історія
Медаль заснована 17 вересня 1866 р. імператором Францом Йосифом І для відзначення солдатів та офіцерів, які брали участь в обороні Тіроля під час Австро-прусської війни 1866 року.

## Опис медалі
На аверсі медалі зображений лик імператора Франца Йосифа в старшому віці. Під ликом імператора підпис модельєра — «нім. TAUTENHAYN» (Йозеф Герман Таутенгайн). По колу напис «нім. FRANZ JOSEPH I KAISER VON ÖSTERREICH» (Франц Йосиф І, імператор Австрії), на звороті у вінку з лаврового та дубового листя напис: «нім. MEINEM TREUEN VOLKE VON TIROL 1866» (Моєму вірному тірольському народу 1866).
Нагорода носилася на трикутній біло-червоній стрічці.